# Келлер, Борис Фёдорович
Граф Бори́с Фёдорович Ке́ллер (24.10.1896 — 01.03.1919, Полтава) — русский офицер и фотограф, граф немецкого происхождения, участник Первой мировой войны, Георгиевский кавалер.

## Биография
Из дворян Смоленской губернии. Сын генерала от кавалерии графа Фёдора Артуровича Келлера от второго брака с княжной Марией Александровной Мурузи. Православного вероисповедания.
Участник Первой мировой войны. С 1914 года — доброволец 1-го Оренбургского казачьего полка 10-й кавалерийской дивизии, которой командовал его отец граф Ф. А. Келлер. Участвовал в боях. В конце августа 1915 года командирован на учёбу в Оренбургское казачье училище, ускоренный 4-х месячный курс которого окончил в конце декабря того же года. В январе 1916 года произведен из юнкеров в прапорщики, с назначением в комплект Оренбургских казачьих полков.
С 07.01.1916 в чине прапорщика назначен на службу в 1-й Оренбургский казачий полк. В октябре 1916 года был произведен в хорунжие, в сентябре 1917 года — в сотники. На 1917 год — числился по станице Наследницкой 2-го военного отдела Оренбургского казачьего войска.
После Октябрьской революции в Петрограде, в 1918 году, Борис Келлер находился на территории Украины, — участник «белого» движения: служил в белогвардейских формированиях под началом своего отца, генерала Келлера Ф. А.
В марте 1919 года, спустя три месяца после расстрела его отца петлюровцами, Борис Келлер был схвачен украинскими большевиками и расстрелян в Полтаве. Там же и похоронен, могила не сохранилась.
На памятной доске в брюссельском храме Иова Многострадального имена отца и сына Келлеров, не имеющих более 100 лет могил, оказались рядом.

## Семья
В 1916 году Борис Келлер обвенчался с 19-летней сестрой милосердия Татьяной Демьяновной Галчун, дочерью дворян Черниговской губернии, крестницей полтавского помещика Георгия Юльевича Конради. Венчание состоялось на фронте, в походной церкви.
В июне 1919 года, спустя три месяца после убийства Бориса, у его вдовы родилась в полтавском поместье Веприк дочь Марина. Её потомки проживают в Санкт-Петербурге.

## Награды
- Георгиевский крест 4-й степени № 278085 (1915), — …за то, что в разведке 25.05.1915, вызвавшись охотником, занял наблюдательный пункт под пулемётным и артиллерийским огнём и, несмотря на явную опасность, проследил первую переправу австрийцев на левый берег Прута и своевременно донёс; отходя под напором противника, вынес на своих руках раненого товарища.[5]
- Орден Святого Станислава 3-й степени с мечами и бантом (1916)

## Фотолюбитель

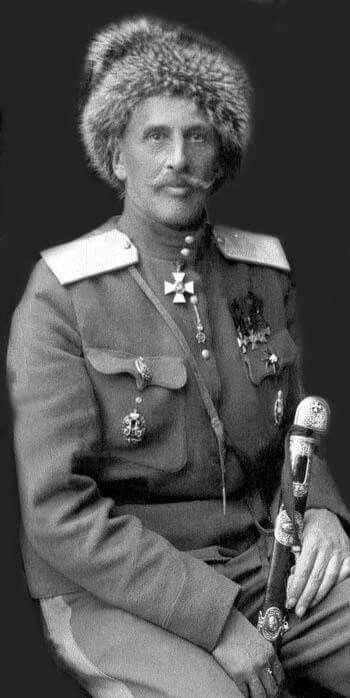
Генерал граф Фёдор Артурович Келлер в оренбургской волчьей папахе. Автор фото — его сын Борис Келлер.

Борис Келлер был талантливым фотолюбителем, о чём свидетельствуют сделанные им снимки отца во время Первой мировой войны. Наиболее известный из них — фотопортрет генерала в оренбургской волчьей папахе. Он создал фотоальбом о Великой войне 1914—1917 годов, который подарил отцу в последний день рождения в октябре 1918 года. Альбом был издан в 2012.

## Прототип персонажа романа «Белая гвардия»
Борис Келлер познакомился с Михаилом Булгаковым, автором романа «Белая гвардия», в 1916 году. Прототипом собирательного образа полковника с двойной фамилией Най-Турс в «Белой гвардии» М. А. Булгакова могли быть и Фёдор Артурович Келлер, и его сын — Борис Фёдорович, служивший в Оренбургском полку в составе войск под командованием своего отца. На одном из снимков, сделанных Борисом Келлером, сфотографированы на крыльце госпиталя в Каменец-Подольском раненый генерал, военный врач М. А. Булгаков и жена Бориса Келлера — Татьяна Келлер, служившая сестрой милосердия. Кроме того, Келлеры и Булгаковы встречались в Киеве в 1918 году, в знаменитом лазарете княгини Марии Сергеевны Барятинской.